# 极端保皇党
極端保皇黨（法語：ultraroyalistes，統稱 Ultras）是波旁王朝復辟時期（1815年至1830年）的法國政治派別，通常是上流社會貴族的成員，強烈支持羅馬天主教作為法國的國家和唯一合法宗教、波旁王朝、傳統的階級等級，反对普選權、資產階級的利益以及他們的自由和民主傾向。
1830年七月革命後，勝利的奧爾良主義者將波旁王朝廢黜給更自由的國王路易·菲利普，正統派取而代之。